# Immobel
Immobel is een Belgische vastgoedontwikkelaar.

## Geschiedenis
Immobel werd in 1863 als de Compagnie Immobilière de Belgique door Jonathan-Raphaël Bischoffsheim, Henri de Brouckère en Jules Malou opgericht.
In de jaren 1980 en 1990 fuseerde de groep met onder meer Consortium Immobilier en Investimmo en in 1991 met Les Entreprises Louis Dewaele. Vervolgens werd Jean Thomas, kleinzoon van Albert Dewaele, gedelegeerd bestuurder. Hij oefende de functie uit tot 2007. In 2007 werd JER Partners de nieuwe hoofdaandeelhouder. Vanaf 2010 bouwde Ronny Bruckner via Eastbridge een belang in Immobel op en begon de groep met activiteiten in Polen. In 2014 werd Allfin van Marnix Galle hoofdaandeelhouder van Immobel. In 2016 fuseerden Allfin en Immobel, waardoor die laatste de grootste beursgenoteerde vastgoedontwikkelaar van België werd.
Sinds 2017 is het bedrijf actief in Frankrijk. Dat jaar nam Immobel 15% van het Franse Nafilyan & Partners over. In juli 2020 werd de resterende 85% van het Franse bedrijf gekocht.
In 2019 realiseerde Immobel met de Eden Tower in Frankfurt haar eerste project in Duitsland. Datzelfde jaar werd dochteronderneming Immobel Germany opgericht.

## Activiteiten
Immobel is actief in de residentiële-, kantoor- en retailsector met de constructie en herontwikkeling van verkavelingen, gezinswoningen, appartementsgebouwen en stedelijke projecten.
Bekende projecten van Immobel zijn:
- Herontwikkeling Rijksadministratief Centrum in Brussel
- Herontwikkeling hoofdzetel ASLK (Chambon) in Brussel
- Herontwikkeling hoofdzetel Solvay in Brussel
- Möbiustorens in Brussel (2021)
- Nieuwe hoofdzetel ING België in Brussel (2022)[8]
- Herontwikkeling hoofdzetel Total België[9]